# Byens lille Vagabond
Byens lille Vagabond (originaltitel: Daddy) er en amerikansk stumfilm fra 1923 instrueret af E. Mason Hopper.

## Medvirkende
- Jackie Coogan som Jackie Savelli / Jackie Holden
- Arthur Edmund Carewe som Paul Savelli
- Josie Sedgwick som Helene Savelli
- Cesare Gravina som Cesare Gallo
- Bert Woodruff som Eben Holden
- Anna Townsend som Mrs. Holden